# Organización Nacional de Adultos de Baja Estatura

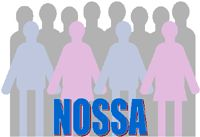
Logo de NOSSA

La Organización Nacional de Adultos de Baja Estatura (NOSSA) fue una entidad estadounidense sin fines de lucro dedicada a la defensa de los adultos de baja estatura.La organización definía "baja estatura" como una altura de 170 cm (5'7") o menos para hombres y 157,5 cm (5'2") o menos para mujeres. Su objetivo era promover una mayor aceptación de las personas bajas en la sociedad y luchar contra el prejuicio conocido como alturaísmo. NOSSA describía el alturaísmo como "una actitud prejuiciosa respecto a la altura humana que a menudo conduce a discriminación, basada en la creencia de que la baja estatura es una característica inferior y, por lo tanto, no deseada".La organización llevaba a cabo diversos programas de educación pública, patrocinaba investigaciones sobre la altura, supervisaba la representación de personas bajas en los medios de comunicación, proporcionaba asistencia legal a víctimas de alturaísmo, organizaba foros en línea y convocaba a sus miembros a una convención anual. NOSSA cesó sus actividades a principios de 2013 debido a la falta de apoyo.

## Historia
NOSSA se fundó en la ciudad de Nueva York en 2005. La organización era dirigida por una junta de cuatro fideicomisarios, quienes eran elegidos para mandatos de cuatro años. En mayo de 2006, el secretario del grupo hizo declaraciones en favor de la decisión de un juez en Nebraska de no encarcelar a un hombre de baja estatura acusado de abuso sexual infantil, citando el riesgo de que su estatura comprometiera su seguridad en prisión.La organización se disculpó por estos comentarios, destituyó al fideicomisario responsable y realizó una donación a la Fundación para Niños y Familias de Nebraska.Posteriormente, Steven Goldsmith, defensor de los hombres de baja estatura, asumió el cargo de secretario. En julio de 2006, NOSSA lanzó el podcast "Standing Tall Against Discrimination" y en mayo de 2008, apareció en el documental canadiense "S&M: Short and Male".

## Controversia sobre la HGH
En 2003, la FDA aprobó el uso de la hormona de crecimiento humano (hGH) para tratar a niños que son significativamente más bajos que el promedio sin una causa médica específica, lo que se conoce como baja estatura idiopática. Anteriormente, la terapia con hGH solo se había recomendado para casos de estatura reducida con causas médicas determinadas. La mayoría de los niños que ahora pueden recibir esta terapia producen niveles normales de hormona de crecimiento por sí mismos, aunque algunas causas biológicas aún colocan a estos niños más de dos desviaciones estándar por debajo de la altura promedio.
NOSSA expresó su oposición al uso de la hormona de crecimiento humano en niños que son bajos pero, por lo demás, están saludables. La organización sostiene que la baja estatura no es un problema en sí mismo; las verdaderas dificultades provienen del prejuicio social contra las personas de estatura baja. Para aclarar la postura de la organización sobre este tema, Ellen Frankel LCSW, representante de NOSSA y autora, comentó: "Lo que necesitamos es educación para aquellos que discriminan a las personas bajas, no la ingeniería genética para modificar a las víctimas de ese prejuicio."Frankel añadió: "Un niño con deficiencia de hormona de crecimiento tiene un problema médico real que afecta su salud de diversas maneras. En contraste, un niño sin deficiencia de hormona de crecimiento simplemente muestra una variación dentro de la norma en cuanto a altura. La decisión de intervenir médicamente en la estatura de un niño sano responde a una base social influenciada por la discriminación y el prejuicio sobre la altura."

## Alargamiento cosmético de piernas
El alargamiento de piernas es un procedimiento complejo que históricamente se ha utilizado principalmente en niños para corregir desproporciones en la longitud de las piernas. También ha sido una opción para personas con enanismo que buscan aumentar su estatura. En tiempos recientes, el procedimiento se ha empleado para proporcionar a personas de baja estatura constitucional un incremento de dos o tres pulgadas. La baja estatura constitucional se refiere a individuos que se encuentran en el quinto percentil más bajo de altura en su región y que no presentan deformidades asociadas con el enanismo.
NOSSA afirma recibir cada año cientos de correos electrónicos de personas que buscan información sobre el alargamiento cosmético de las piernas. La organización desalienta de manera activa a las personas de baja estatura a someterse a esta cirugía únicamente por razones estéticas. En cambio, recomienda a quienes estén considerando seriamente el procedimiento que investiguen exhaustivamente tanto el proceso como al cirujano antes de decidirse. NOSSA promueve la aceptación personal y alienta a las personas a amarse tal como son.

## Estudio de economistas de Princeton
En agosto de 2006, un estudio realizado por las economistas Anne Case y Christina Paxson de la Universidad de Princeton, titulado "Estatura y estatus: altura, capacidad y resultados en el mercado laboral",concluyó que las personas altas tienden a ser más inteligentes que sus compañeros de menor estatura. Los investigadores encontraron que "en promedio, las personas más altas ganan más debido a que son más inteligentes. Desde los 3 años, antes de que la escuela tenga influencia, y a lo largo de la infancia, los niños más altos obtienen resultados significativamente mejores en pruebas cognitivas. La relación entre la altura en la infancia y la altura en la adultez es aproximadamente de 0,7 para ambos géneros, indicando que los niños altos tienen más probabilidades de crecer hasta ser adultos altos. Como adultos, las personas más altas tienden a elegir ocupaciones mejor remuneradas que requieren habilidades verbales y numéricas avanzadas y una mayor inteligencia, lo que se traduce en mayores ingresos."Case y Paxson subrayaron que esta relación entre altura e inteligencia se debe a factores no genéticos, como la salud y la nutrición durante el embarazo y la infancia. Aclararon: "Nuestros resultados no abordan la relación entre la capacidad cognitiva y la parte de la altura determinada por la genética. En cambio, nuestros hallazgos se refieren a la altura influenciada por la salud y la nutrición. Hay muchas personas bajas que son extremadamente inteligentes (Einstein es un buen ejemplo), y, sinceramente, muchas personas altas que no lo son tanto."
Steven Goldsmith, secretario de NOSSA, reaccionó al estudio señalando: "Si un estudio similar llegara a conclusiones parecidas sobre cualquier otro grupo minoritario, habría una gran indignación por parte de esos grupos y simpatía de muchos que no pertenecen a ellos."La asesora de NOSSA, Ellen Frankel, LCSW, agregó: "Entendemos el racismo. Ahora es el momento de examinar seriamente el alturaísmo."
Al cubrir el estudio, los medios de comunicación simplificaron la relación que los economistas habían establecido entre la altura y la inteligencia. Paxson y Case argumentan que una persona que, debido a una nutrición deficiente, alcanza solo 1,88 m en lugar de los 1,93 m para los que está genéticamente predispuesta, no necesariamente será más inteligente que alguien que, con una nutrición adecuada, alcanza su altura óptima de 1,62 m.

## Boicot a eHarmony
El 2 de abril de 2007, NOSSA instó a boicotear el sitio web de citas en línea eHarmony. En su comunicado de prensa, afirmaron:
Las sospechas se han confirmado después de que numerosas pruebas indicaran que las mismas respuestas exactas al cuestionario de membresía del sitio web, con la excepción de la altura física, dieron como resultado la aprobación de la membresía (cuando se presentó una altura aceptable) o la negación de la membresía (cuando se presentó una altura baja). Estas pruebas se realizaron numerosas veces para garantizar la precisión. La Organización Nacional de Adultos de Baja Estatura ha solicitado una explicación completa a la empresa. El 1 de junio de 2007, NOSSA recibió una respuesta de eHarmony en la que la empresa negaba haber discriminado alguna vez a personas de baja estatura.

## Programas legales
NOSSA proporciona asistencia legal a los miembros que presentan reclamos válidos de discriminación por altura en áreas como el empleo, la vivienda, otros bienes raíces, lugares públicos, servicios públicos e instalaciones educativas.En Estados Unidos, el estado de Míchigan es el único que actualmente prohíbe la discriminación por altura.Además, hay una propuesta de legislación presentada por el representante de Massachusetts, Byron Rushing, que buscaría incluir a Massachusetts en esta lista.
En Estados Unidos, dos municipios han prohibido la discriminación por altura: Santa Cruzy San Francisco,ambos en California. Además, el Distrito de Columbia prohíbe la discriminación basada en la apariencia personal.
En Canadá, la provincia de Ontario prohíbe la discriminación por altura según su código de derechos humanos.Por otro lado, en Australia, la Ley de Igualdad de Oportunidades de 1995 en Victoria prohíbe la discriminación basada en características físicas.
Aunque NOSSA no se involucra directamente en actividades de lobby, apoya las leyes contra la discriminación por altura. Además, la organización ofrece asistencia legal a los miembros que presentan reclamaciones válidas relacionadas con fraudes cometidos por diversos fabricantes de productos para el crecimiento.

## Programas para niños y jóvenes adultos
El acoso escolar implica atormentar a otras personas de manera constante a través de agresiones verbales, físicas u otros métodos de coerción más sutiles, como la manipulación. Los niños más pequeños y los adultos jóvenes suelen ser vistos como más débiles y vulnerables, lo que hace que los niños de baja estatura sean frecuentemente objetivos de acoso. NOSSA brinda apoyo a niños de baja estatura y a sus familias que enfrentan problemas de acoso escolar.Además, la organización otorga una beca universitaria anual a un joven de baja estatura.

## Disolución
El 15 de enero de 2013, NOSSA anunció en su sitio web que cesaría sus actividades debido a la falta de apoyo.